# Ledvice
Ledvice (deutsch Ladowitz) ist eine Stadt im Okres Teplice in Tschechien.

## Geographische Lage
Die Stadt liegt im Nordböhmischen Becken am Ledvický potok (Ladowitzer Bach), sieben Kilometer südwestlich des Stadtzentrums von Teplice (Teplitz). Sie wird vollständig von Bergbaulandschaften umgeben und ist nur über eine Stichstraße von Chotějovice aus erreichbar. Südwestlich von Ledvice liegt der großflächige Braunkohlentagebau der Gruben Bílina, der sich bis Mariánské Radčice ausdehnt. Südlich befindet sich das Kraftwerk Elektrárna Ledvice, östlich das abgesoffene Restloch der Grube Eleonora und im Norden eine Abraumhalde von 262 m Höhe.
Nachbarorte sind Želénky im Nordosten, Hostomice im Osten, Chotějovice im Südosten, Chudeřice, Bílina-Teplické Předměstí und Bílina-Újezdské Předměstí im Süden sowie Duchcov im Nordwesten. Die früher südlich gelegenen Nachbardörfer Břežánky, Břešťany und Jenišův Újezd sowie das westliche Liptice wurden durch den Tagebau abgebaggert.

## Geschichte
Ledwic wurde im Jahre 1209 erstmals urkundlich erwähnt. Bis ins 19. Jahrhundert war der zur Herrschaft Dux gehörige Ort landwirtschaftlich geprägt.
Im Jahre 1831 bestand Ladowitz aus 55 Häusern mit 268 deutschsprachigen Einwohnern. Im Ort gab es eine öffentliche Kapelle, in der gelegentliche die Messe gelesen wurde. Abseits lagen eine Mahlmühle, eine Ziegelscheuer, eine Kalkbrennerei, eine Pottaschensiederei sowie Braunkohlebrüche. Pfarrort war Dux. Bis zur Mitte des 19. Jahrhunderts blieb Ladowitz der Fideikommissherrschaft Dux untertänig.
Nach der Aufhebung der Patrimonialherrschaften bildete Ladowitz / Ledvice ab 1850 mit dem Ortsteil Liptitz eine Gemeinde im Leitmeritzer Kreis und Gerichtsbezirk Dux. Ab 1868 gehörte das Dorf zum Bezirk Teplitz. Die Entdeckung großer Braunkohlevorkommen veränderte den Ort seit der zweiten Hälfte des 19. Jahrhunderts nachhaltig. Um Ladowitz begann, zunächst in kleinen Schächten, eine rege Bergbautätigkeit. Ladowitz erhielt 1872 einen Bahnhof an der Strecke Pilsen–Dux der k.k. priv. Eisenbahn Pilsen–Priesen(–Komotau) (EPPK). Ab 1873 wurde der Bahnhof zudem von Zügen der k.k. priv. Prag-Duxer Eisenbahn (PDE) bedient. 

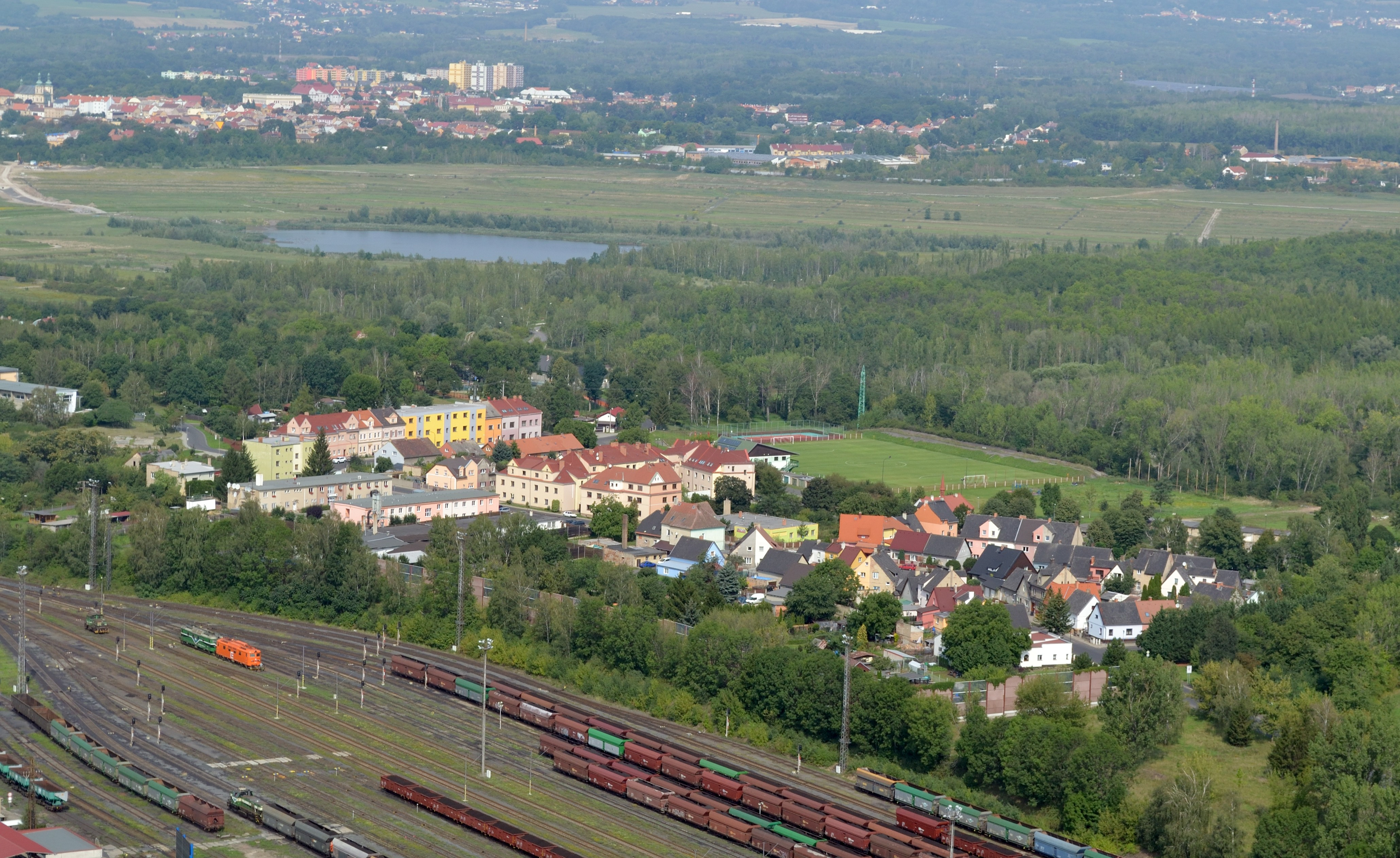
Blick vom Aussichtspunkt auf dem Kesselhaus des Kraftwerkes auf Ledvice (2019)

1896 wurde die Kirche der Jungfrau Maria geweiht. Im selben Jahre wurde die Gemeinde dem neu gebildeten Bezirk Dux zugeordnet. Ladowitz war zum Ende des 19. Jahrhunderts zu einer großen Bergarbeitersiedlung angewachsen und erhielt 1898 den Status eines Marktfleckens verliehen. Am 25. Dezember 1911 erhob Kaiser Franz Joseph I. Ladowitz zur Stadt. Im Jahre 1930 erreichte Ladowitz mit 5.150 Einwohnern die höchste Bevölkerungszahl seiner Geschichte.
Nach dem Münchner Abkommen erfolgte 1938 die Angliederung an das Deutsche Reich und die Zuordnung zum Landkreis Dux, Regierungsbezirk Aussig, im Reichsgau Sudetenland. Infolge der Abwanderung der starken tschechischen Minderheit sank die Einwohnerzahl im Jahre 1939 auf 3379. Nach dem Ende des Zweiten Weltkrieges wurde die deutschsprachige Bevölkerung mehrheitlich vertrieben. 
Die Stadtrechte wurden 1948 nach der Machtübernahme der Kommunisten nicht erneuert. Der Ortsteil Liptice wurde 1950 wieder eigenständig. Im Zuge der Auflösung des Okres Duchcov kam die Gemeinde Ledvice 1961 zum Okres Teplice zurück. In den 1960er Jahren begann der Aufschluss des heutigen Großtagebaus důl Bílina, dem 1964 auch die Kirche von Ledvice zum Opfer fiel. Der Bahnhof wurde 1962 geschlossen. Die nächste Bahnstation befindet sich seit 1968 in Chotějovice.
Am 1. Dezember 2006 erhielt Ledvice die Stadtrechte zurück. Größter Arbeitgeber der Stadt ist das zur ČEZ gehörige Kraftwerk Elektrárna Ledvice.

### Demographie
Bis 1945 war Ladowitz überwiegend von Deutschböhmen besiedelt, die vertrieben wurden.
| Jahr | Einwohner | Anmerkungen   |
| ---- | --------- | ------------- |
| 1830 | 0268      | in 55 Häusern |
| 1871 | 0500      | in 68 Häusern |
| 1930 | 5150      | [ 7 ]         |
| 1939 | 3379      | [ 7 ]         |

| Jahr      | 1950 | 1961 | 1970 | 1980 | 1991 | 2001 | 2011 |
| Einwohner | 2435 | 2123 | 657  | 541  | 447  | 529  | 551  |

## Gemeindegliederung
Für die Stadt Ledvice sind keine Ortsteile ausgewiesen.

## Sehenswürdigkeiten
- Kapelle